# 은색마모셋
은색마모셋 (Mico argentatus)은 브라질, 아마존 분지의 남쪽 및 동쪽에 서식하는 신세계원숭이의 일종이다. 다른 마모셋과 비해, 아주 고립된 서식지에서 살고 있다.
은색마모셋의 털은 어두운 색깔의 꼬리를 제외하고는 희끄무레한 은-회색을 띤다. 피부 위로 돌출되어 있는 털없는 살구색의 귀가 특히 눈에 띤다. 키는 18~28 cm, 몸무게는 300~400 g까지 자란다.
은색마모셋은 낮에 주로 활동하는 주행성 동물이며, 발톱을 사용하여 나무를 기어 오르는 수목형 동물이다. 원래는 우림에 살았으나 이제는 서식지가 확대되어 농장에서도 산다. 밤에는 나무 줄기의 구멍이나 매우 울창한 식물들 속에서 시간을 보낸다. 작은 집단을 형성하여 함께 살며, 냄새 분비선을 통해 자신들의 영역을 표시하고, 침입자들은 큰 소리를 내거나 얼굴 표정(입을 닫고 눈썹을 내려서)을 지어 쫓는다.
은색마모셋은 주로 나무 수액을 먹는다. 드물게 새알이나 과일, 곤충 그리고 작은 척추동물을 먹기도 한다.
145일의 임신 기간 이후, 암컷은 2 마리(또는 드물게 3 마리)의 새끼를 낳는다. 많은 비단원숭이들의 경우에, 수컷과 다른 집단의 마모셋 등이 새끼를 키우는 것을 돕는다. 6개월이면 젖을 떼며, 약 2년이면 성적으로 성숙해진다.